# Округ Оринџ (Калифорнија)
Округ Оринџ (енгл. Orange County) округ је у југозападном делу савезне државе Калифорнија, САД. Седиште округа је град Санта Ана.
Према попису из 2010, округ је имао 3.010.232 становника, што га чини трећим најнасељенијим округом у Калифорнији (иза Округа Лос Анђелес и Округа Сан Дијего). По броју становника, Оринџ је шести највећи округ у Сједињеним Америчким Државама, док је по површини најмањи округ у јужној Калифорнији.
Округ Оринџ је туристичка дестинација, и познат је по туристичким атракцијама као што је Дизниленд, који се налази у граду Анахајм. Округ је такође познат по политичком конзервативизму. Према академској студији из 2005, три града у округу су сврстана међу „25 најконзервативнијих градова у САД“, а Оринџ је био једини округ у САД у којем се налази више од једног града са листе.
Санта Ана је административно средиште округа, док је Анахајм главна туристичка дестинација. Пословни и финансијски центар округа је град Ервајн.

## Највећи градови
| Град           | Бр. становника (2010) |  |
| -------------- | --------------------- |  |
| Анахајм        | 336.265               |  |
| Санта Ана      | 324.528               |  |
| Ервајн         | 212.375               |  |
| Хантингтон Бич | 189.992               |  |
| Гарден Гроув   | 170.883               |  |